# La Chanson du mal-aimé (film)
Pour les articles homonymes, voir La Chanson du mal-aimé (homonymie).
Pour plus de détails, voir Fiche technique et Distribution.
La Chanson du mal-aimé est un film réalisé en 1980 par Claude Weisz et sélectionné au Festival de Cannes 1981.

## Synopsis
Biographie de la vie de Guillaume Apollinaire.

## Fiche technique
- Titre original : La Chanson du mal-aimé
- Réalisation : Claude Weisz
- 1er assistant-réalisateur: Marc Cemin
- Photographie : Josef Pávek
- Musique originale : Michèle Bernard et Alain Labarsouque
- Bruiteur : Jonathan Liebling
- Pays :  France /  Tchécoslovaquie
- Durée : 112 minutes
- Format : Couleur

## Distribution
- Rufus : Guillaume Apollinaire
- Catherine Belkhodja
- Madelon Violla
- Barbara Ward
- Philippe Avron
- Christine Boisson
- Robert Powell
- Béatrice Bruno
- Mark Burns
- Vera Galatíková
- Paloma Matta
- Philippe Clévenot
- Daniel Mesguich
- Naïma Taleb